# Brian Thornton
Brian Thornton (ur. 22 kwietnia 1985 w San Clemente, Kalifornia) – amerykański siatkarz, grający na pozycji rozgrywającego, reprezentant Stanów Zjednoczonych. W sezonie 2011/2012 był zawodnikiem polskiego klubu Jastrzębski Węgiel. W reprezentacji Stanów Zjednoczonych rozegrał 85 spotkań.

## Kariera
| Siatkarz  | Siatkarz                              | Siatkarz                         | Siatkarz                         | Siatkarz                         | Siatkarz                         | Siatkarz                         | Siatkarz                         | Siatkarz                         | Siatkarz                         | Siatkarz                         |                                  |
| Lata      | Klub                                  | Klub                             | Klub                             | Klub                             | Klub                             | Klub                             | Klub                             | Klub                             | Klub                             | Klub                             | Klub                             |
| --------- | ------------------------------------- | -------------------------------- | -------------------------------- | -------------------------------- | -------------------------------- | -------------------------------- | -------------------------------- | -------------------------------- | -------------------------------- | -------------------------------- | -------------------------------- |
|           | Balboa Bay VC                         |                                  |                                  |                                  |                                  |                                  |                                  |                                  |                                  |                                  |                                  |
| 2004–2007 | University of California, Irvine      | University of California, Irvine | University of California, Irvine | University of California, Irvine | University of California, Irvine | University of California, Irvine | University of California, Irvine | University of California, Irvine | University of California, Irvine | University of California, Irvine | University of California, Irvine |
| 2009–2010 | Club Voleibol Zaragoza                | Club Voleibol Zaragoza           | Club Voleibol Zaragoza           | Club Voleibol Zaragoza           | Club Voleibol Zaragoza           | Club Voleibol Zaragoza           | Club Voleibol Zaragoza           | Club Voleibol Zaragoza           | Club Voleibol Zaragoza           | Club Voleibol Zaragoza           | Club Voleibol Zaragoza           |
| 2010–2011 | Chaumont VB 52                        | Chaumont VB 52                   | Chaumont VB 52                   | Chaumont VB 52                   | Chaumont VB 52                   | Chaumont VB 52                   | Chaumont VB 52                   | Chaumont VB 52                   | Chaumont VB 52                   | Chaumont VB 52                   | Chaumont VB 52                   |
| 2011–2012 | Jastrzębski Węgiel                    | Jastrzębski Węgiel               | Jastrzębski Węgiel               | Jastrzębski Węgiel               | Jastrzębski Węgiel               | Jastrzębski Węgiel               | Jastrzębski Węgiel               | Jastrzębski Węgiel               | Jastrzębski Węgiel               | Jastrzębski Węgiel               | Jastrzębski Węgiel               |
| Trener    |                                       |                                  |                                  |                                  |                                  |                                  |                                  |                                  |                                  |                                  |                                  |
| Lata      | Klub/Reprezentacja                    | Funkcja                          |                                  |                                  |                                  |                                  |                                  |                                  |                                  |                                  |                                  |
| 2017–     | Stany Zjednoczone                     | asystent trenera                 |                                  |                                  |                                  |                                  |                                  |                                  |                                  |                                  |                                  |
| 2021–     | Loyola Marymount University (kobiety) | asystent trenera                 |                                  |                                  |                                  |                                  |                                  |                                  |                                  |                                  |                                  |

## Sukcesy klubowe
Mistrzostwa NCAA:
- 2007
- 2006

Mistrzostwa MPSF Conference:
- 2007

Klubowe Mistrzostwa Świata:
- 2011

## Sukcesy reprezentacyjne
Puchar Panamerykański:
- 2009, 2010

Mistrzostwa Ameryki Północnej, Środkowej i Karaibów:
- 2009, 2011

Liga Światowa:
- 2012